# Campeonato de Portugal de Ciclismo em Estrada

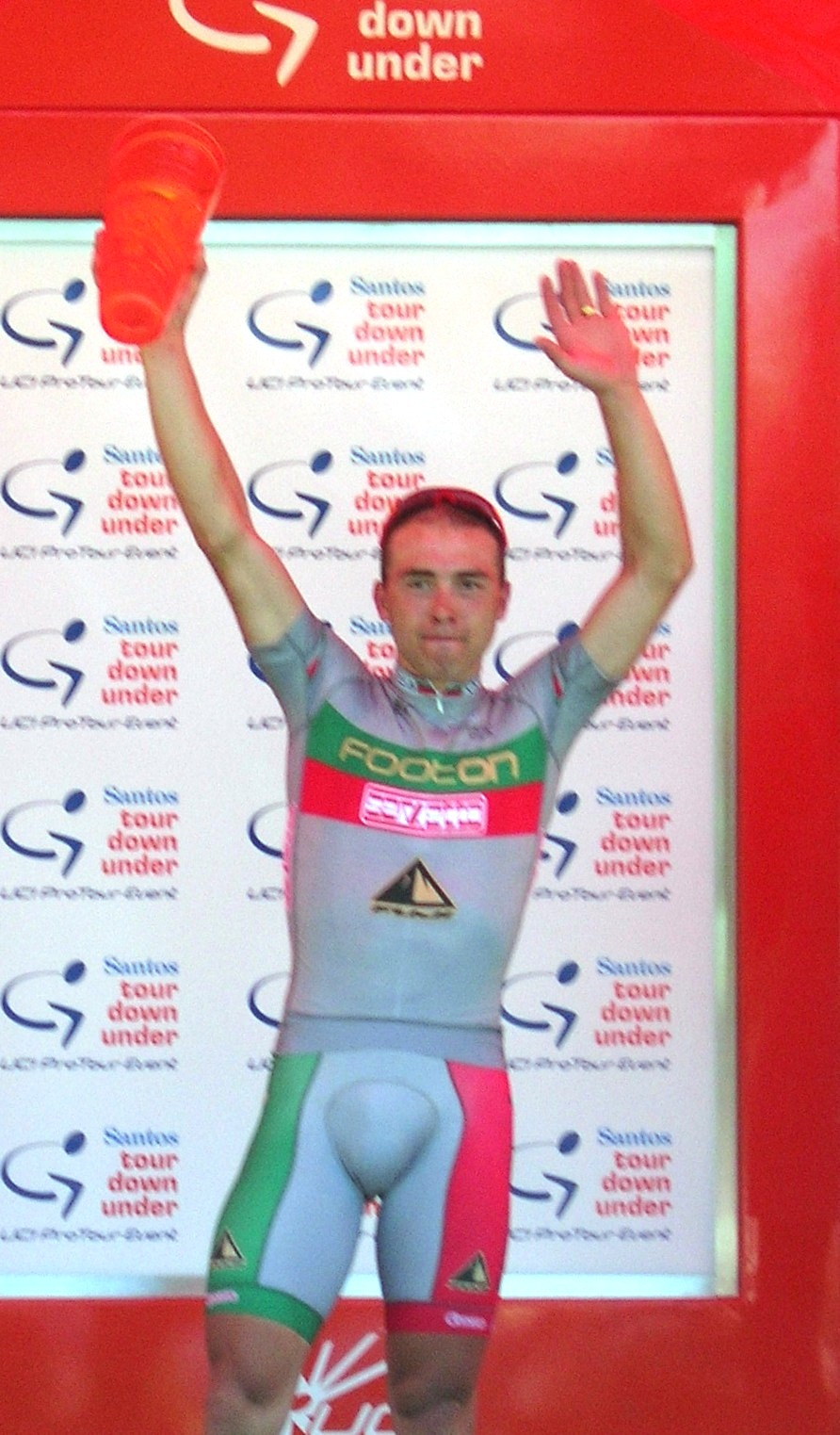
Manuel Cardoso com o maillot de Campeão de Portugal, em 2010

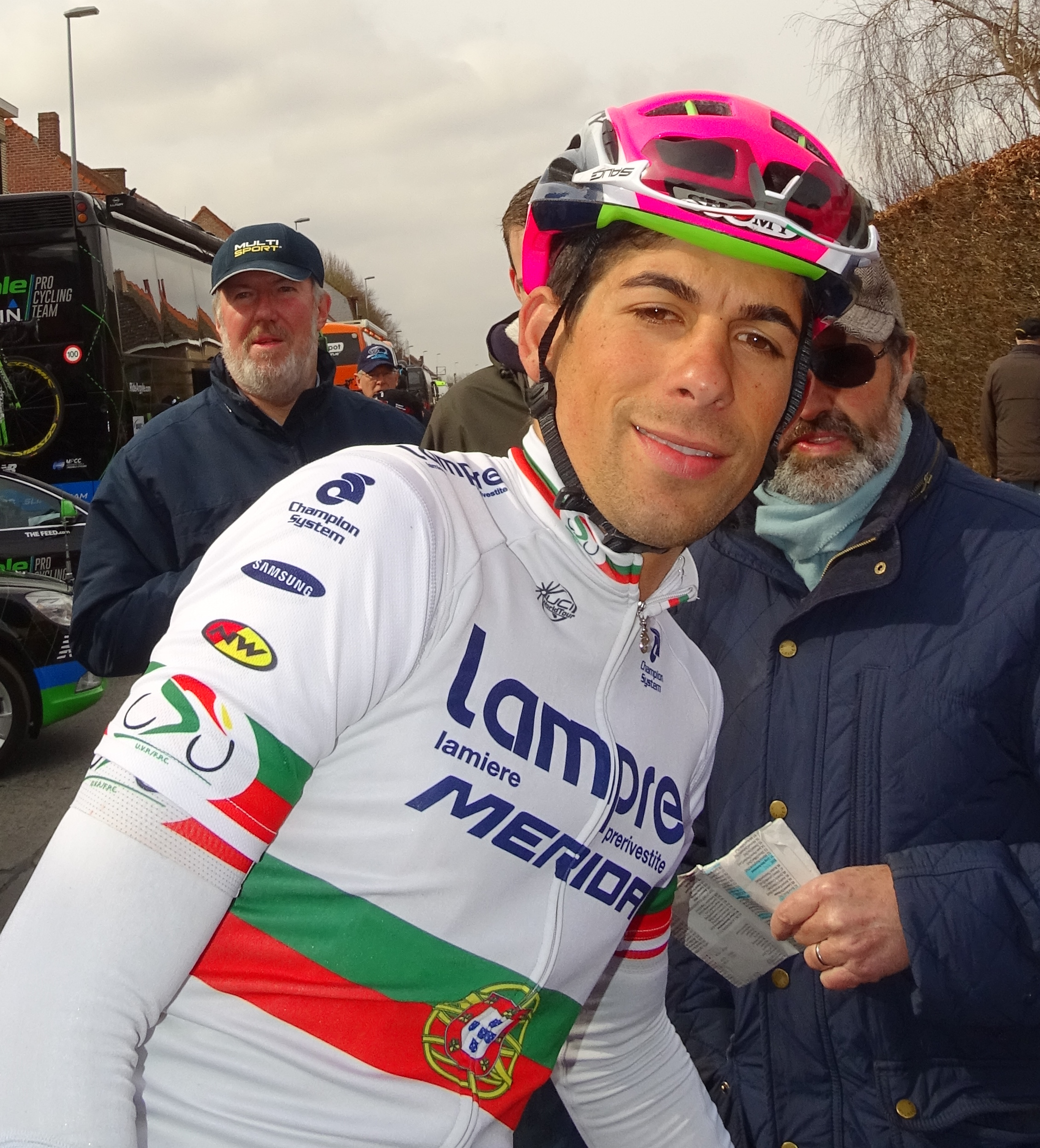
Nélson Filippe Oliveira campeão em 2014

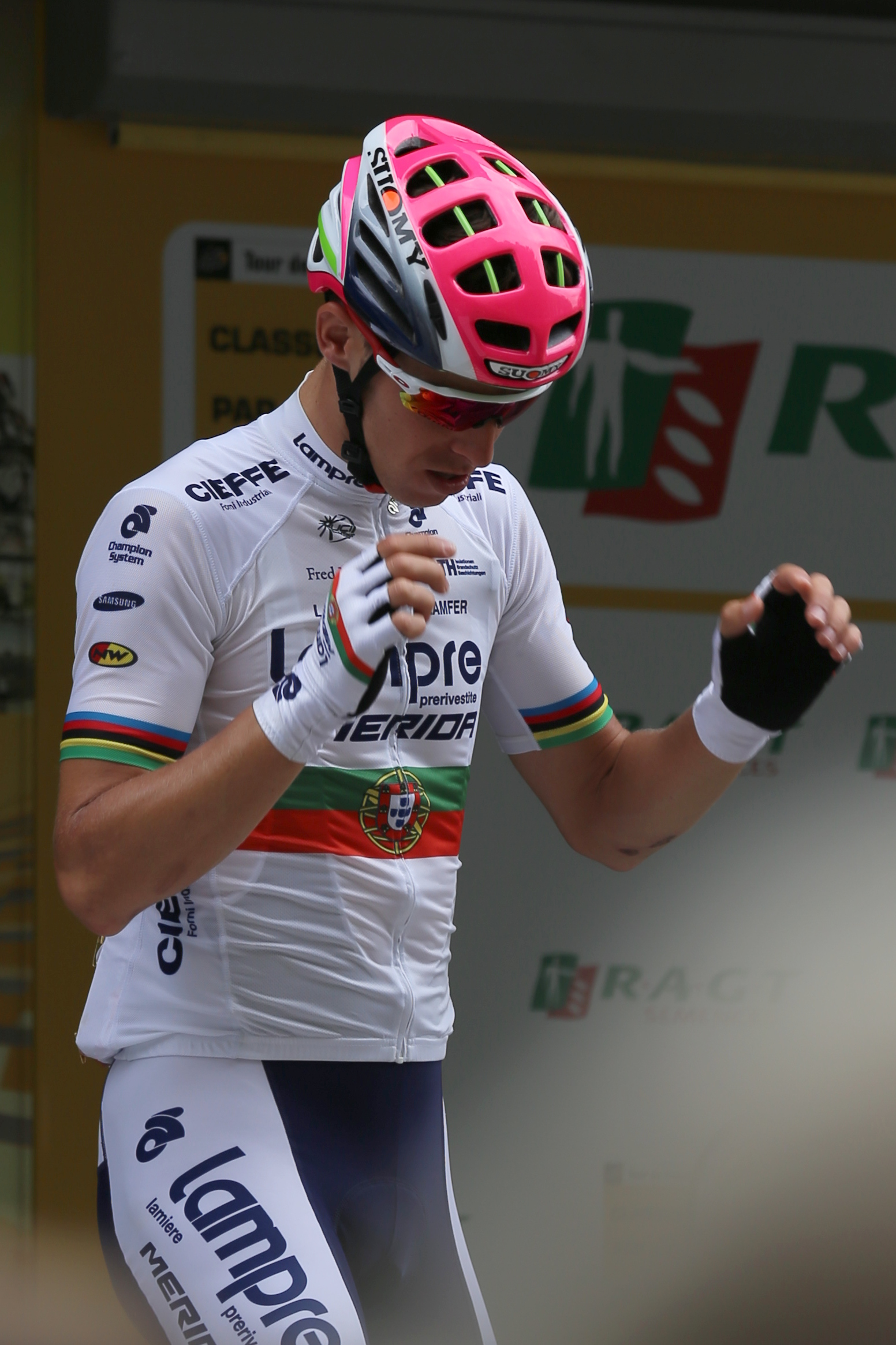
Rui Costa (ciclista) campeão em 2015

Os Campeonatos de Portugal de Ciclismo em Estrada são organizados anualmente desde o ano de 1942 para determinar o campeão ciclista de Portugal de cada ano, na modalidade. O título é outorgado ao vencedor de uma única prova, na modalidade de em linha. O vencedor obtêm o direito de usar a maillot com as cores da bandeira de Portugal até ao campeonato do ano seguinte, unicamente quando disputa provas em linha.
Antes de 1985, os principais vencedores têm sido Joaquim Agostinho com 6 postos de 1968 a 1973 e Fernando Mendes em 1974 e 1975.

## Palmarés
| Ano  | Ganhador                    | Segundo                        | Terceiro                          |
| ---- | --------------------------- | ------------------------------ | --------------------------------- |
| Ano  | Ganhador                    | Segundo                        | Terceiro                          |
| 1923 | Manuel Rijo da Silva        | Carlos Luiz Branco             | Joaquim Cairel                    |
| 1924 | Aníbal Firmino da Silva     |                                |                                   |
| 1925 | Aníbal Carreto              |                                |                                   |
| 1926 | Aníbal Carreto              |                                |                                   |
| 1927 | António Malha               | Antonio Augusto de Carvalho    | João Sousa                        |
| 1928 | Antonio Augusto de Carvalho |                                |                                   |
| 1930 | Manuel Fernandes da Silva   |                                |                                   |
| 1931 | José Maria Nicolau          |                                |                                   |
| 1932 | José Maria Nicolau          | Alfredo Trindade               | Ribeiro Rego                      |
| 1933 | José Maria Nicolau          | Alfonso Rodrigues              | João Miranda                      |
| 1934 | Alfredo Trindade            | Joaquim Sousa                  | Manuel Sousa                      |
| 1935 | José Poucapena Márquez      | Cabrita Mealha                 | Alfredo Trindade                  |
| 1936 | Alfredo Trindade            | Ildefonso Rodrigues            |                                   |
| 1937 | José Poucapena Márquez      | Ildefonso Rodrigues            | Francisco Alvito                  |
| 1938 | Joaquim Manique             | Francisco Alvito               | Lasdislau Parreira                |
| 1941 | Francisco Inácio            | José Albuquerque               | Eduardo Lopes                     |
| 1942 | João Lourenço               | Alberto Raposo                 | João Rebelo                       |
| 1943 | João Rebelo                 | Alberto Raposo                 | Aristides Martins                 |
| 1944 | José Martins                | João Lourenço                  | Império dos Santos                |
| 1945 | João Rebelo                 | Fernando Moreira               | Júlio Mourão                      |
| 1946 | Fernando Moreira            | Eduardo Lopes                  | João Rebelo                       |
| 1947 | João Rebelo                 | Império dos Santos             | Manuel Rocha                      |
| 1948 | João Rebelo                 | Fernando Moreira               | Júlio Mourão                      |
| 1949 | João Rebelo                 |                                |                                   |
| 1950 | Luciano de Sá               | João Rebelo                    | Fernando Moreira de Sá            |
| 1951 | Luciano Sá                  |                                |                                   |
| 1952 | António Maria               | Império dos Santos             | Miguel Rodrigues                  |
| 1953 | Onofre Marta                | Américo Raposo                 | Luciano Sá                        |
| 1954 | Antonio Barbosa Alves       | José Manuel Ribeiro da Silva   |                                   |
| 1955 | Pedro Polainas              | Emídio Pinto                   | José Firmino                      |
| 1956 | Alves Barbosa               | Joaquim Sousa Santos           | Pedro Polainas                    |
| 1957 | João Marcelino              | Luciano Moreira de Sá          | Pedro Polainas                    |
| 1958 | Antonino Baptista           | José Carlos Sousa Cardoso      | José Calquinhas                   |
| 1959 | Antonino Baptista           | José da Costa                  | Emídio Pinto                      |
| 1960 | Azevedo Maia                | Joaquim Sousa Santos           | José Anastácio Silva              |
| 1961 | Ilídio Do Rosário           | Antonio Barbosa Alves          | Antonio Ferreira                  |
| 1962 | José Pacheco                | Francisco Valada               | Azevedo Maia                      |
| 1963 | Laurentino Mendes           | João Roque                     | Indalecio de Jesús                |
| 1964 | Laurentino Mendes           | Alberto Carvalho               | Joaquim Leão                      |
| 1965 | Paulino Domingues           | Manuel Correia                 | António Acursio                   |
| 1966 | José Azevedo                | Leonel Miranda                 | Mário Silva                       |
| 1967 | António Acursio             | Leonel Miranda                 | Fernando Mendes                   |
| 1968 | Joaquim Agostinho           | Joaquim Andrade                | Leonel Miranda                    |
| 1969 | Joaquim Agostinho           | Fernando Mendes                | Joaquim Leão                      |
| 1970 | Joaquim Agostinho           | Fernando Mendes                | António Graça                     |
| 1971 | Joaquim Agostinho           | Fernando Mendes                | Firmino Bernardino                |
| 1972 | Joaquim Agostinho           | Joaquim Andrade                | Fernando Mendes                   |
| 1973 | Joaquim Agostinho           | Herculano de Oliveira          | José Pacheco                      |
| 1974 | Fernando Mendes             | Manuel Costa                   | Joaquim Andrade                   |
| 1975 | Fernando Mendes             | Firmino Bernardino             | José Martins                      |
| 1976 | Marco Chagas                |                                |                                   |
| 1977 | José Maia                   |                                |                                   |
| 1978 | Fernando Mendes             |                                |                                   |
| 1982 | Marco Chagas                |                                |                                   |
| 1985 | Marco Chagas                | Adelino Teixeira               | Carlos Ferreira                   |
| 1986 | Acácio da Silva             | Fernando Carvalho Oliveira     | Manuel Cunha                      |
| 1987 | Serafim Vieira              | Carlos Marta Silva             | Manuel Cunha                      |
| 1988 | Serafim Vieira              | Carlos Manuel Pereira Jesus    | António Alves Pereira             |
| 1989 | Delmino Pereira             | António Silva Monteiro         | António Apolo                     |
| 1990 | Joaquim Salgado             | José Xavier Guimarães          | Vitor Teresinho Dias              |
| 1991 | Luís Santos                 | Jorge Manuel Silva Dos Santos  | Joaquim Augusto Gomes de Oliveira |
| 1992 | Fernando Mota               | Jorge Manuel Silva Dois Santos | Manuel Abreu Campos               |
| 1993 | Raul Matias                 | Pedro Silva Rodrigues          | Delmino Albino Pereira Magalhães  |
| 1994 | Orlando Rodrigues           | Joaquim Alberto Sampaio Campos | Manuel Pedro Liberato             |
| 1995 | Manuel Abreu                | Paulo Jorge Ferreira de Moura  | Serafim Vieira                    |
| 1996 | Carlos Neves                | Quintino Rodrigues Silva       | Orlando Rodrigues                 |
| 1997 | Delmino Pereira             | Pedro Silva Rodrigues          | Paulo Jorge Ferreira de Moura     |
| 1998 | Carlos Alberto Carneiro     | José Alves Sousa               | Pedro Miguel Lopes Goncalves      |
| 1999 | Carlos Alberto Carneiro     | Orlando Rodrigues              | Pedro Miguel Miranda              |
| 2000 | Marcos Morais               | Paulo Jorge de Moura Ferreira  | Rui Sousa                         |
| 2001 | Nuno Marta                  | Delmino Magelhaes Pereira      | Pedro Lopes Goncalves             |
| 2002 | Rui Lavarinhas              | Rui Sousa                      | Renato Silva                      |
| 2003 | Pedro Miranda Soeiro        | Nuno Ribeiro                   | Paolo de Moura Ferreira           |
| 2004 | Bruno Castanheira           | Nuno Ribeiro                   | Nuno Marta                        |
| 2005 | Joaquim Andrade             | César Quitério                 | Cláudio Faria                     |
| 2006 | Bruno Pires                 | Ricardo Mestre                 | Rui Sousa                         |
| 2007 | Cândido Barbosa             | Gilberto João Sampaio Oliveira | Pedro Cardoso                     |
| 2008 | João Cabreira               | Tiago Machado                  | Cândido Barbosa                   |
| 2009 | Manuel Cardoso              | Rui Costa                      | Helder Oliveira                   |
| 2010 | Rui Sousa                   | Célio Sousa                    | André Cardoso                     |
| 2011 | João Cabreira               | Mário Costa                    | Filipe Cardoso                    |
| 2012 | Manuel Cardoso              | António Carvalho               | Edgar Pinto                       |
| 2013 | Joni Brandão                | Tiago Machado                  | Hélder Oliveira                   |
| 2014 | Nelson Oliveira             | Sérgio Sousa                   | Tiago Machado                     |
| 2015 | Rui Costa                   | Joni Brandão                   | Tiago Machado                     |
| 2016 | José Mendes                 | Nelson Oliveira                | Ricardo Vilela                    |
| 2017 | Ruben Guerreiro             | Rui Vinhas                     | Ricardo Vilela                    |
| 2018 | Domingos Gonçalves          | Joni Brandão                   | Henrique Casimiro                 |
| 2019 | José Mendes                 | Ricardo Mestre                 | António Carvalho                  |
| 2020 | Rui Costa                   | Daniel Mestre                  | Francisco Campos                  |
| 2021 | José Fernandes              | Rui Oliveira                   | Gaspar Gonçalves                  |

### Sub-23
| Ano  | Ganhador         | Segundo                | Terceiro             |  |
| ---- | ---------------- | ---------------------- | -------------------- |  |
| 2000 | César Pinto      |                        |                      |  |
| 2001 | Edgar Anão       | Sérgio Paulinho        | Jorge Torre          |  |
| 2002 | Pedro Barnabé    | Sérgio Paulinho        | Luís Pinheiro        |  |
| 2003 | Hélio Santos     | Manuel António Cardoso | José Vaz             |  |
| 2004 | Ricardo Martins  | António Jesus          | André Vital          |  |
| 2005 | Heldér Oliveira  | Ricardo Mestre         | Luis Romão           |  |
| 2006 | Vítor Rodrigues  | Cláudio Apolo          | Afonso Azevedo       |  |
| 2008 | Ricardo Vilela   | Bruno Silva            | Carlos Baltazar      |  |
| 2009 | Basco Pereira    | Marco Coelho           | Nelson Oliveira      |  |
| 2010 | Marco Coelho     | Pedro Paulinho         | Joni Brandão         |  |
| 2011 | Fábio Silvestre  | Domingos Gonçalves     | Diogo Nunes          |  |
| 2012 | Pedro Paulinho   | António Barbio         | Rafael Silva         |  |
| 2013 | Victor Valinho   | António Barbio         | Frederico Figueiredo |  |
| 2014 | Joaquim Silva    | Samuel Magalhãestás    | Ricardo Ferreira     |  |
| 2015 | Nuno Bico        | Ruben Guerreiro        | Rui Carvalho         |  |
| 2016 | Ruben Guerreiro  | Hugo Nunes             | Nuno Bico            |  |
| 2017 | Francisco Campos | André Carvalho         | David Ribeiro        |  |
| 2018 | Rui Oliveira     | João Almeida           | André Carvalho       |  |
| 2019 | João Almeida     | Fabio Costa            | João Leite           |  |
| 2020 | Fábio Costa      | Pedro Lopes            | José Sousa           |  |

### Juniores Homens
| Ano  | Ganhador         | Segundo          | Terceiro           |
| ---- | ---------------- | ---------------- | ------------------ |
| 2003 | Mário Costa      | Ricardo Pereira  | Marco Pereira      |
| 2004 | Ricardo Pereira  | Samuel Coelho    | Vítor Rodrigues    |
| 2005 | Fábio Coelho     | Alcides Almeida  | Ivo Fernandes      |
| 2006 | André Ferreira   | Ivo Fernandes    | Fábio Coelho       |
| 2007 | Basco Pereira    | João Pereira     | Guilherme Lourenço |
| 2008 | Amaro Antunes    | João Correia     | Pedro Paulinho     |
| 2009 | Victor Valinho   | Hélder Ferreira  | Bruno Borges       |
| 2010 | Rafael Reis      | João Leal        | Samuel Magalhães   |
| 2011 | Ricardo Teixeira | André Bessa      | Rafael Rodrigues   |
| 2012 | Ruben Guerreiro  | Nélson Silva     | Hugo Brito         |
| 2013 | César Martingil  | David Ribeiro    | Miguel Amorim      |
| 2014 | André Carvalho   | Pedro Preto      | Emmanuel Rodrigues |
| 2015 | André Carvalho   | Gonçalo Carvalho | Jorge Magalhãestás |
| 2016 | João Almeida     | Pedro Lopes      | Bernardo Gonçalves |
| 2017 | Guilherme Mota   | Fábio Costa      | Daniel Ramos       |
| 2018 | Pedro Andrade    | Ruben Simão      | Hélder Gonçalves   |
| 2019 | Pedro Silva      | João Silva       | João Carvalho      |
| 2020 |                  |                  |                    |

### Mulheres
| Ano  | Vencedor           | Segundo              | Terceiro               |
| ---- | ------------------ | -------------------- | ---------------------- |
| 1992 | Ana Barros         | Julia Alves          | Ana Cancelo            |
| 1994 | Ana Barros         | Maria Cavaco Silva   | Ana Cancelo            |
| 1995 | Ana Barros         | Maria Cavaco Silva   | Ana Cancelo            |
| 1996 | Ana Barros         | Patricia Fernandes   | Ana Cancelo            |
| 2002 | Irina Coelho       | Claudia Vitorino     | Ana Rita Vigário       |
| 2003 | Irina Coelho       | Ana Rita Vigário     | Sonia Campos           |
| 2004 | Isabel Caetano     | Sandra Araujo        | Cristina Azevedo       |
| 2005 | Isabel Caetano     | Ana Rita Vigário     | Cristina Azevedo       |
| 2006 | Isabel Caetano     | Ana Rita Vigário     | Cristina Azevedo       |
| 2007 | Irina Coelho       | Isabel Caetano       | Ana Rita Vigário       |
| 2008 | Ester Alves        | Angela Fernandes     | Irina Coelho           |
| 2009 | Ester Alves        | Celina Carpinteiro   | Rute Costa             |
| 2010 | Vanessa Fernandes  | Ester Alves          | Celina Carpinteiro     |
| 2011 | Celina Carpinteiro | Ester Alves          | Monica Santos          |
| 2012 | Irina Coelho       | Celina Carpinteiro   | Monica Santos          |
| 2013 | Celina Carpinteiro | Daniela Reis         | Ester Alves            |
| 2014 | Celina Carpinteiro | Daniela Reis         | Ana Isabel Dias Azenha |
| 2015 | Daniela Reis       | Celina Carpinteiro   | Irina Coelho           |
| 2016 | Daniela Reis       | Celina Carpinteiro   | Irina Coelho           |
| 2017 | Celina Carpinteiro | Irina Coelho         | Madalena Almeida       |
| 2018 | Daniela Reis       | Maria Martins        | Celina Carpinteiro     |
| 2019 | Daniela Reis       | Raquel Silva Queiros | Sandra Santos          |
| 2020 | Melissa Maia       | Marta Branco         | Iuliia Legkova         |
| 2021 | Maria Martins      | Daniela Campos       | Daniela Pereira        |
| 2022 | Daniela Campos     | Sofia Gomes          | Daniela Pereira        |
| 2023 | Cristiana Valente  | Beatriz Pereira      | Vera Vilaca            |
| 2024 | Daniela Campos     | Ana Caramelo         | Mariana Líbano         |

## Estatísticas

### Mais vitórias
| Ciclista                     | Vitórias | Anos                                |
| ---------------------------- | -------- | ----------------------------------- |
| Joaquim Agostinho            | 6        | 1968, 1969, 1970, 1971, 1972 e 1973 |
| João Rebelo                  | 4        | 1943, 1945, 1947 e 1948             |
| Fernando Mendes              | 3        | 1974, 1975 e 1978                   |
| Marco Antonio Chagas Martins | 2        | 1976, 1982 e 1985                   |
| Antonio Barbosa Alves        | 2        | 1954 e 1955                         |
| Antonino Baptista            | 2        | 1958 e 1959                         |
| Laurentino Mendes            | 2        | 1963 e 1964                         |
| Serafim Vieira               | 2        | 1987 e 1988                         |
| Delmino Pereira              | 2        | 1989 e 1997                         |
| Carlos Alberto Carneiro      | 2        | 1998 e 1999                         |
| João Cabreira                | 2        | 2008 e 2011                         |
| Manuel Cardoso               | 2        | 2009 e 2012                         |
| José Mendes                  | 2        | 2016 e 2019                         |
| Rui Costa                    | 3        | 2015, 2020,2024                     |